# مرد مال‌دوست
مرد مال‌دوست (به انگلیسی: The Property Man) فیلمی کوتاه و صامت، به نویسندگی و کارگردانی و بازی چارلی چاپلین و تولید سال ۱۹۱۴ می‌باشد.

## بازیگران
- چارلی چاپلین - مرد مال‌دوست
- فیلیس آلن - لنا فت
- آلیس دونپورت - هنرپیشه زن
- چارلز بنت - شوهر لنا
- مک سنت - تماشاگر
- نورما نیکولز - هنرمند نمایش‌های واریته
- جو بوردو - هنرپیشه قدیمی
- هری مک‌کوی - تماشاگر مست
- لی موریس - مرد تماشاگر
- جس دندی
- ویویَن اِدواردز